# Beverly Todd
Beverly Todd est une actrice afro-américaine née le 11 juillet 1946 à Chicago, Illinois (États-Unis).

## Filmographie
Sauf indication contraire, les informations mentionnées dans cette section peuvent être confirmées par la base de données cinématographiques IMDb,  présente dans la section « Liens externes ».

### Cinéma
- 1969 : L'Homme perdu (The Lost Man) de Robert Alan Aurthur : Sally (aka Dorothy Starr)
- 1970 : Appelez-moi Monsieur Tibbs (They Call Me MISTER Tibbs!) de Gordon Douglas : Puff
- 1971 : Brother John de James Goldstone : Louisa MacGill
- 1982 : La Descente aux enfers (Vice Squad) de Gary Sherman : Louise Williams
- 1982 : Maîtresse de maison (en) (Homework) de James Beshears : Clinic Receptionist
- 1986 : Violences (en) (The Ladies Club) de Janet Greek (en) : Georgiane
- 1986 : Happy Hour de John De Bello : Laura
- 1987 : Baby Boom de Charles Shyer : Ann Bowen
- 1988 : Moving (en) de Alan Metter : Monica Pear
- 1988 : Le Secret de Clara (Clara's Heart) de Robert Mulligan : Dora
- 1989 : L'Incroyable Défi (Lean on Me) de John G. Avildsen : Mlle Levias
- 1995 : Terror Clinic (Exquisite Tenderness) de Carl Schenkel : L'infirmière Burns
- 2004 : Collision (Crash) de Paul Haggis : La mère de Graham
- 2005 : Animal de David J. Burke : Latreese (DTV)
- 2007 : Sans plus attendre (The Bucket List) de Rob Reiner : Victoria Chambers

### Télévision

#### Séries télévisées
- 1968-1970 : Love of Life (en) : Monica Nelson
- 1969 : The Bold Ones: The Protectors : Melissa Rodan (épisode pilote)
- 1969 : Les Mystères de l'Ouest (The Wild Wild West) : Angélique (saison 4, épisode 20)
- 1977 : Racines (Roots) : Maggie (Fanta) (mini-série)
- 1978-1979 : Having Babies (en) : Kelly (8 épisodes)
- 1986 : The Redd Foxx Show (en) : Felicia (6 épisodes)
- 2007 : Dr House (House M.D.) : Alice Foreman (saison 3, épisode 20)
- 2011 : Grey's Anatomy : Gilda Ruiz (saison 7, épisode 22)
- 2012 : Des jours et des vies  (Days of our Lives) : Céleste Perrault (13 épisodes)
- 2013 : Royal Pains : Bea (saison 5, épisode 8)

#### Téléfilms
- 1976 : Six Characters in Search of an Author de Stacy Keach : The Stepdaughter
- 1978 : Le Fantôme du vol 401 (The Ghost of Flight 401) de Steven Hilliard Stern : Dana
- 1978 : Having Babies III de Jackie Cooper : Kelly Williams
- 1979 : Comme un homme libre (The Jericho Mile)  de Michael Mann : Wylene
- 1981 : Don't Look Back: The Story of Leroy 'Satchel' Paige (en) de Richard Colla : Lahoma Brown
- 1981 : Please Don't Hit Me, Mom de Gwen Arner : Louise Hawley
- 1984 : L'ombre d'un scandale (A Touch of Scandal) de Ivan Nagy : Beatty
- 1985 : Fraud Squad de ? : ?
- 1987 : A Different Affair de Noel Nosseck : Marla
- 1992 : The Boys de Debbie Allen : tante Ruth
- 1993 : Class of '61 de Gregory Hoblit : Hannah
- 2000 : Ali - Un héros, une légende (en) (Ali: An American Hero) de Leon Ichaso : ?
- 2011 : Mon fils a disparu (Taken from Me: The Tiffany Rubin Story) de Gary Harvey : Belzora